# Euacidalia
Euacidalia is een geslacht van vlinders van de familie spanners (Geometridae), uit de onderfamilie Sterrhinae.

## Soorten
- E. albescens Cassino, 1931
- E. angusta Warren, 1906
- E. brownsvillea Cassino, 1931
- E. certissa Druce, 1893
- E. chockolatella Cassino, 1931
- E. externata Walker, 1863
- E. nigridaria Cassino, 1931
- E. nitipennis Dyar, 1916
- E. orbelia Druce, 1893
- E. oroandes Druce, 1893
- E. puerta Cassino, 1931
- E. quakerata Cassino, 1927
- E. rosea Warren, 1897
- E. sericearia Packard, 1873